# Reserva natural silvestre El Rincón
La reserva natural silvestre El Rincón es un área natural protegida ubicada en el departamento Río Chico de la provincia de Santa Cruz en Argentina, adyacente al parque nacional Perito Moreno y a la reserva provincial San Lorenzo. Su superficie es de 15 175 ha. Su declaración como reserva natural silvestre es transitoria hasta tanto el Congreso Nacional la incorpore por ley al parque nacional Perito Moreno.

## Valores a proteger
Dentro de la estancia El Rincón se encuentra el valle del río Lácteo por donde se puede acceder a la no escalada ladera sur granítica del cerro San Lorenzo (3706 m s. n. m.), la segunda cima más alta de la Patagonia. El espacio a formarse conectando 3 áreas protegidas permitirá ampliar la zona de protección del Huemul, declarado monumento natural por ley n.º 24702 de 25 de septiembre de 1996. El ambiente estepario conserva pastizales graminosos de coirón y matorrales de mata torcida, neneo y senecio.
La estancia conserva muestras representativas de las ecorregiones de los bosques y estepas de la Patagonia y en ella se hallan 8 lagos que vierten aguas a los océanos Atlántico y Pacífico, preservados de la introducción de especies como el salmón y la trucha, lo que permite conservar especies amenazadas como puyenes y peladillas. Existen también lagunas de importancia para la conservación de avifauna como patos, gallaretas, cauquenes, flamencos, chorlos, macaes y el macá tobiano, que solo vive sólo en humedales de Santa Cruz y sur de Chile.
Entre los vertebrados superiores se encuentran: el cóndor, el choique, el guanaco, el puma, el zorro colorado, el piche y el zorrino. Otras especies halladas son el chinchillón anaranjado, la lagartija amarilla y negra y la lagartija espinosa estriada.
El área también incluye sitios arqueológicos con pinturas rupestres y yacimientos fósiles con grandes moluscos extintos.

## Antecedentes
La estancia El Rincón fue adquirida por el conservacionista ambiental Douglas Tompkins en 1992, quien creó la Fundación Ira-hiti, luego denominada Foundation For Deep Ecology. La estancia fue administrada como una reserva natural privada y ofrecida en donación a la Administración de Parques Nacionales con todo lo edificado, plantado y adherido al suelo mediante escritura pública n.º 192 el 16 de mayo de 2013. 
El 21 de octubre de 2013 el presidente de la Administración de Parques Nacionales aceptó la donación por medio de la escritura pública n.º 428, lo que fue ratificado el 6 de mayo de 2015 por el directorio de la Administración por resolución n.º 152. Lo hizo a través de la ONG The Conservation Land Trust. Las condiciones impuestas por Tompkins fueron las de incorporar el inmueble al Sistema Nacional de Áreas Protegidas, garantizar su integral y perpetua preservación ambiental, limitar las alteraciones admisibles a las necesarias para asegurar el control y vigilancia del inmueble y la atención de los visitantes, custodiarlo y prohibir la extracción y recolección de combustible de origen vegetal. Otra condición fue la de declarar el inmueble donado como reserva natural silvestre en el plazo de un año y posteriormente gestionar su incorporación al parque nacional Perito Moreno.

## Creación de la reserva natural silvestre
La categoría reserva natural silvestre bajo jurisdicción de la Administración de Parques Nacionales fue creada por decreto n.º 453/1994 de 24 de marzo de 1994 para preservar:

(...) aquellas áreas de extensión considerable que conserven inalterada o muy poco modificada la cualidad silvestre de su ambiente natural y cuya contribución a la conservación de la diversidad biológica sea particularmente significativa en virtud de contener representaciones válidas de uno o más ecosistemas, poblaciones animales o vegetales valiosas a dicho fin, a las cuales se les otorgue especial protección para preservar la mencionada condición.

El 2 de mayo de 2016 el presidente Mauricio Macri dictó el decreto n.º 641/2016 expresando:

Artículo 1° — Créase la Reserva Natural Silvestre El Rincón, situada en la Provincia de Santa Cruz, compuesta por la parcela nomenclatura catastral N° 02900001515 (leguas “b” y “c” del lote, pastoril número VEINTIDÓS (22), fracción “D”, Colonia Presidente Manuel Quintana) y por la parcela nomenclatura catastral N° 02900000517 (lote pastoril número DIECISIETE (17), de la fracción “D” de la Colonia antes citada), de acuerdo al detalle obrante en el Anexo I al presente.

Por el artículo 2 se encomendó a la Administración de Parques Nacionales la custodia y el manejo ambiental de la reserva. La administración es realizada por la intendencia del parque nacional Perito Moreno cuya sede se encuentra en la localidad de Gobernador Gregores.